# إدواردو أوليفيرا (لاعب كرة قدم مواليد 1982)
إدواردو غونسالفيس توريس دي أوليفيرا (من مواليد 26 مايو 1982)، المعروف باسم إدواردو أوليفيرا، هو مدرب كرة قدم برازيلي، وهو حاليًا مسؤول عن فريق أتلتيكو مينيرو تحت 20 عامًا.

## المسيرة الكروية
ولد في ريو دي جانيرو، بدأ أوليفيرا لعب كرة القدم في سن مبكرة في مسقط رأسه، قبل أن تتم دعوته للعب في ميناس جيرايس مع ديمقراطية دي سيت لاغواس. بعد ذلك لعب مع نادي غوياس قبل دعوته للعب كرة القدم الجامعية في الولايات المتحدة.